# Skřípov (zaniklá ves)
Skřípov je zaniklá středověká vesnice v okrese Vyškov, poblíž dnešní obce Velké Hostěrádky. Nacházela se na jihozápadním okraji Ždánického lesa, v údolí při Skřípovském potoce. První písemná zmínka pochází z roku 1350 a ves zpustla mezi lety 1431–1481.

## Historie
Skřípov byl součástí panství Bošovice a Sadkov, které později rovněž zanikly. První zmínky o vesnici pocházejí z Moravských zemských desek. V roce 1365 je vesnice uvedena jako Sscrzipow, roku 1390 jako Chrzyppow, v roce 1398 jako Skrziepow a v roce 1418 jako Crzyppow.  Roku 1409 je Skřípov uváděn jako curia allodialis (svobodný dvůr). Od roku 1437 je však již označen jako pustá vesnice (villa deserta). Podle historických pramenů byla vesnice zničena v roce 1431 během vojenského tažení Albrechta II. Habsburského proti husitům.

## Archeologické nálezy
Archeologické průzkumy probíhaly od počátku 20. století. V roce 1959 zde byl proveden archeologický výzkum, který odhalil zbytky keramických nádob z období 8.–9. století, stopy slovanského osídlení a fragmenty domů s kamennými základy. Nejpočetnější nálezy pocházejí z 13. a 14. století a zahrnují keramické nádoby, železné nástroje a zbytky hrnčířské výroby.

## Současný stav
Lokalita se dnes nachází v katastru obce Velké Hostěrádky, v zalesněném údolí při Skřípovském potoce. V místě bývalé vesnice jsou patrné terénní nerovnosti. Lokalita byla archeologicky prozkoumána, ale zatím nebyla systematicky zkoumána.